# 한국기행
《한국기행》은 EBS 1TV에서 매주 평일 오후 9시 35분에 방송 중인 여행 전문 교양 프로그램이다.

## 방송 시간
- 방송 시간은 2009년 8월 24일 방송을 기준으로 한다.

| 방송 채널               | 방송 기간                          | 방송 시간                              |
| ----------------------- | ---------------------------------- | -------------------------------------- |
| EBS 1TV 본방송          | 2009년 8월 24일 ~ 2023년 3월 31일  | 매주 평일 21:30 ~ 21:50 (20분)         |
| EBS 1TV 본방송          | 2023년 4월 3일 ~ 현재              | 매주 평일 21:35 ~ 21:55 (20분)         |
| EBS 1TV 전주재방        | 2010년 8월 30일 ~ 2011년 2월 25일  | 매주 평일 06:40~07:10 (20분)           |
| EBS 1TV 전주재방        | 2016년 2월 29일 ~ 2016년 8월 26일  | 매주 평일 10:30~10:50 (20분)           |
| EBS 1TV 전주재방        | 2016년 8월 29일 ~ 2021년 3월 26일  | 매주 평일 06:00~06:20 (20분)           |
| EBS 1TV 전주재방        | 2021년 3월 29일 ~ 현재             | 매주 평일 05:50~06:10 (20분)           |
| EBS 1TV 전주재방·재방송 | 2016년 8월 29일 ~ 2020년 3월 27일  | 매주 평일 10:30~10:50 (20분)           |
| EBS 1TV 종합방송        | 2009년 8월 29일 ~ 2010년 4월 3일   | 매주 토요일 18:00 ~ 19:30 (1시간 30분) |
| EBS 1TV 종합방송        | 2010년 4월 10일 ~ 2011년 2월 26일  | 매주 토요일 18:00 ~ 19:30 (1시간 30분) |
| EBS 1TV 종합방송        | 2011년 3월 5일 ~ 2011년 5월 21일   | 매주 토요일 18:00 ~ 19:30 (1시간 30분) |
| EBS 1TV 종합방송        | 2011년 5월 28일 ~ 2011년 8월 27일  | 매주 토요일 17:20 ~ 18:50 (1시간 30분) |
| EBS 1TV 종합방송        | 2011년 9월 3일 ~ 2012년 2월 25일   | 매주 토요일 17:20 ~ 18:30 (1시간 10분) |
| EBS 1TV 종합방송        | 2012년 3월 3일 ~ 2013년 2월 23일   | 매주 토요일 16:40 ~ 18:00 (1시간 20분) |
| EBS 1TV 종합방송        | 2013년 3월 2일 ~ 2014년 2월 22일   | 매주 토요일 16:45 ~ 18:10 (1시간 25분) |
| EBS 1TV 종합방송        | 2014년 3월 1일 ~ 2015년 2월 28일   | 매주 토요일 18:35 ~ 20:05(1시간 30분)  |
| EBS 1TV 종합방송        | 2014년 10월 3일                    | 매주 금요일 12:20 ~ 13:40 (1시간 20분) |
| EBS 1TV 종합방송        | 2015년 3월 7일 ~ 2015년 8월 22일   | 매주 토요일 18:35 ~ 20:15 (1시간 40분) |
| EBS 1TV 종합방송        | 2015년 9월 5일 ~ 2017년 2월 25일   | 매주 토요일 15:10 ~ 16:45 (1시간 35분) |
| EBS 1TV 종합방송        | 2018년 3월 3일 ~ 2018년 8월 25일   | 매주 토요일 15:10 ~ 16:45 (1시간 35분) |
| EBS 1TV 종합방송        | 2017년 3월 4일 ~ 2017년 9월 30일   | 매주 토요일 15:10 ~ 16:50 (1시간 40분) |
| EBS 1TV 종합방송        | 2017년 10월 14일 ~ 2018년 2월 24일 | 매주 토요일 15:10 ~ 16:50 (1시간 40분) |
| EBS 1TV 종합방송        | 2017년 10월 7일                    | 매주 토요일 15:50 ~ 16:50 (1시간)      |
| EBS 1TV 종합방송        | 2018년 9월 1일 ~ 2019년 8월 24일   | 매주 토요일 19:30 ~ 21:05 (1시간 35분) |
| EBS 1TV 종합방송        | 2019년 8월 31일 ~ 2020년 3월 28일  | 매주 토요일 19:25 ~21:05 (1시간 40분)  |
| EBS 1TV 종합방송        | 2020년 4월 4일 ~ 2020년 6월 6일    | 매주 토요일 19:30 ~ 21:10 (1시간 40분) |
| EBS 1TV 종합방송        | 2020년 6월 13일 ~ 2021년 3월 27일  | 매주 토요일 18:40 ~ 20:10 (1시간 30분) |
| EBS 1TV 종합방송        | 2022년 6월 4일 ~ 2022년 8월 20일   | 매주 토요일 18:40 ~ 20:10 (1시간 30분) |
| EBS 1TV 종합방송        | 2021년 4월 3일 ~ 2022년 5월 28일   | 매주 토요일 18:40 ~ 20:15 (1시간 35분) |
| EBS 1TV 종합방송        | 2022년 9월 3일 ~ 2023년 4월 1일    | 매주 토요일 18:30 ~ 20:00 (1시간 30분) |
| EBS 1TV 종합방송        | 2023년 4월 8일 ~ 현재              | 매주 토요일 18:30 ~ 20:05 (2시간 5분)  |

## 제작진
- 외주제작사: 현재는 미디어길, 박앤박 미디어가 격주에 한번 돌아가면서 제작하고 있다. 과거에는 미디어소풍, 허브넷에서 외주 제작하였다.

## 배경음악
2011년 1월 3일 자 방송부터 작곡가 박형준이 만든 '한국기행 TITLE'이란 곡이 프로그램 시작과 끝에 나오고 있다.

## 같이 보기
관련 항목
- 여행

방송 프로그램
- 김영철의 동네 한 바퀴 (KBS 1TV)
- 정해인의 걸어보고서, 한 번쯤 멈출 수 밖에 (KBS 2TV)
- 세계테마기행 (EBS 1TV)
- 정글의 법칙, 공생의 법칙 (SBS TV)
- 나는 자연인이다, 오지GO, 여행생활자 집시맨 (MBN)
- 세계도시여행 (MBC 표준FM)